# Albuca caudata
Albuca caudata là một loài thực vật có hoa trong họ Măng tây. Loài này được Jacq. mô tả khoa học đầu tiên năm 1791.